# Dorogie tovarishchi!
Dorogie tovarishchi! (em russo: Дорогие товарищи !, em inglês:Dear Comrades!, no Brasil:Caros Camaradas - Trabalhadores em Luta) É um drama histórico russo de 2020 sobre o Massacre de Novocherkassk. Foi produzido, co-escrito e dirigido por Andrei Konchalovsky. Foi inscrito na competição no 77º Festival Internacional de Cinema de Veneza.Em Veneza, o filme ganhou o Prêmio Especial do Júri. O filme recebeu uma indicação ao Prêmio BAFTA de Melhor Filme em Não Idioma Inglês e foi selecionado como a entrada russa para o Melhor Filme Internacional no Oscar 2021, na lista de quinze filmes. Foi exibido no Telecine no Festival do Rio em 18 de julho de 2021.

## Elenco
- Julia Vysotskaya como Lyudmila 'Lyuda' Syomina
- Sergei Erlish como pai de Lyuda
- Yuliya Burova como Svetka, filha de  Lyuda
- Vladislav Komarov como Loginov
- Andrey Gusev como Viktor

## Recepção
No agregador de críticas Rotten Tomatoes o filme tem uma taxa de aprovação de 96% com base em 47 resenhas, com uma classificação média de 8.1 / 10. O consenso dos críticos do site diz: "Dear Comrades dá uma olhada nítida e dominante em um capítulo sombrio da história soviética tornado ainda mais eficaz pela fúria fria de seu diretor." De acordo com o Metacritic, que analisou 14 críticos e calculou uma pontuação média ponderada de 82 de 100, o filme recebeu "aclamação universal".